# Marcel Bozzuffi
Marcel Bozzuffi (Rennes, 28 oktober 1929 – Parijs, 1 februari 1988) was een Frans acteur. Hij verscheen meestal in bijrollen, net zoals zijn generatiegenoten Jean Bouise, Michel Constantin, Charles Gérard, Michel Robin en Michel Peyrelon. Ruim dertig jaar lang was hij een vertrouwd gezicht in Franse (voornamelijk) misdaadfilms.

## Leven en werk

### Afkomst en opleiding
Bozzuffi had zijn roots in Parma waar zijn ouders vandaan kwamen. Hij werd in Rennes geboren en bracht zijn kindertijd en zijn jeugd door in Bretagne. Na zijn militaire dienst trok hij naar Parijs om er acteerlessen te volgen.

### Acteur

#### Voorkomen
Zijn ruwe gelaatstrekken, zijn zware, hese stem en zijn doordringende, ijskoude blik maakten zijn personages, veelal stoere schurken,  verontrustend en fascinerend.

#### Film
Bozzuffi werd de eerste tien jaar van zijn carrière vooral gevraagd voor bijrollen in misdaadfilms. Regisseur Gilles Grangier, die hem had opgemerkt tijdens de toneelcursus, gaf hem zijn kans tot acteerwerk. Bozzuffi vertolkte onder meer een soldaat, een arbeider, een zeeman en een politieagent. Hij was ook de handlanger van gangster Lino Ventura in de misdaadfilm Razzia sur la chnouf (1955). De regisseurs van Bozzuffi, onder meer Guy Lefranc (3 films), Denys de La Patellière (2), Henri Decoin en René Clément, waren gedegen vakmannen die, net zoals Gilles Grangier (4), traditioneel te werk gingen (en wat later werden verguisd door de nouvelle vague.
Vanaf 1970 begon de carrière van Bozzuffi ook internationaal (Amerikaans en Italiaans) te kleuren. Zijn eerste contact met anderstalige filmlui had plaats tijdens de opnames van het drama The Lady in the car with glasses and a gun (1970). Een jaar later volgde de ondertussen klassiek geworden misdaadfilm The French Connection (1971). Bozzuffi vertolkte de rechterhand van een machtige heroïnehandelaar die door politiedetective Popey Doyle wordt achterna gezeten tijdens een vermaard geworden achtervolgingsscène tussen metro en auto. Er volgden nog een zestal Britse of Amerikaanse (meestal co)producties waarvan de thriller Images (1972), de John Sturges-western Chino (1973) en de avontuurlijke oorlogsfilm March or Die (1977) de meest markante waren.  
In Italië werd Bozzuffi gecast in een reeks poliziottesco-films tijdens de jaren zeventig ('gli anni di piombo'), de hoogdagen van dit filmgenre. Hier vertolkte hij dikwijls de hoofdrol, meestal van commissaris, maar hij gaf evenzeer gestalte aan gangsters. Zijn meest beklijvende Italiaanse films waren echter Francesco Rosi's politieke thriller Cadaveri eccellenti (1976) en Michelangelo Antonioni's drama Identificazione di una donna (1982).
Verdere hoogtepunten uit zijn Franse carrière waren nog Le Fils (1973) waarin hij tegenover Yves Montand in een vendettaverhaal kwam te staan. In de misdaadfilm Le Gitan (1975) stond hij als hoofdcommissaris aan de goede kant van de wet tegenover gevaarlijke gangster Alain Delon. In de aangrijpende politiek geëngageerde politiefilm Le Juge Fayard dit Le Shériff (1977) gaf hij gestalte aan een voormalige kapitein van de OAS die een moordenaar is geworden. In de commercieel heel succesvolle komedie La Cage aux folles 2 (1980) belichaamde hij het hoofd van de Franse contraspionage. In de actiefilm L'Arbalète (1984) vertolkte hij een racistische en gewelddadige politeagent die binnen het politiekorps lijnrecht tegenover ex-boef Daniel Auteuil stond. 

#### Samenwerkingen
Aan het begin van zijn carrière verscheen Bozzuffi in vijf films aan de zijde van 'monstre sacré' Jean Gabin. Zo speelde hij in de misdaadfilm Gas-oil (1955) een van de routiers die hun collega Gabin, die in nesten zit, uit de nood komen helpen. In de misdaadfilm Le rouge est mis (1957) was hij de van verraad verdachte jongere broer van garagist en gangster Gabin. In de misdaadfilm Maigret voit rouge (1963) vertolkte hij een Parijse inspecteur naast Gabin/Maigret. 
Hij kruiste vier keer het pad van Lino Ventura, dat ander 'monstre sacré' uit die tijd. Zo was hij de rivaal van gangster Ventura in Jean-Pierre Melville's Le Deuxième Souffle (1966), de misdaadfilm die hem definitief op de kaart zette. Hij deelde ook zes keer de affiche met Annie Girardot. Ze vertolkte onder meer zijn vriendinnetje in Le rouge est mis.
Bozzuffi en zijn vrouw Françoise Fabian maakten vijf keer deel uit van dezelfde cast, onder meer in de misdaadfilm Maigret voit rouge (1963) en in het drama L'Américain (1969), de enige film die hij zelf regisseerde. 
In diezelfde beginperiode was Bozzuffi enkele keren te zien in misdaadkomedies waarin de hoofdrol was weggelegd voor gereputeerde komische acteurs als Fernandel (Le Caïd, 1960), Louis de Funès (La Bande à papa, 1956) en Fernand Raynaud (Le Sicilien, 1958). 
Met de Grieks-Franse geëngageerde cineast Costa-Gavras werkte Bozzuffi twee keer samen: in diens debuut, de redelijk succesrijke misdaadfilm Compartiment tueurs (1965), was hij een politieagent en in de politieke misdaadthriller Z (1969), een kaskraker, was hij de man die de linkse politicus ('Z') dodelijk raakt. Ook Claude Lelouch regisseerde hem twee keer.

#### Televisie
Bozzuffi was regelmatig te zien op het kleine scherm, vooral in de jaren zestig. Een van zijn meest typische rollen speelde hij in de Italiaanse miniserie L'ombra nera del Vesuvio (1987) waarin hij een gewetenloze leider van de camorra belichaamde.
Hij regisseerde eveneens twee films.

### Nasynchronisatie
Bozzuffi was een veelgevraagd stemacteur. Zo leende hij dikwijls zijn stem uit om de stemmen van onder meer (en vooral) Paul Newman en Charles Bronson te nasynchroniseren.
Voor de ook commercieel geslaagde animatiefilm Lucky Luke (1971) deden René Goscinny en Morris een beroep op Bozzuffi's stem voor het personage van Lucky Luke. 

### Privéleven
In 1963 trouwde Bozzuffi met actrice Françoise Fabian die hij op de set van Maigret voit rouge had ontmoet. Het koppel bleef samen tot aan zijn overlijden.
Bozzuffi overleed in 1988 op 58-jarige leeftijd aan de gevolgen van een hersenbloeding. Hij rust op het cimetière du Montparnasse.

## Filmografie (ruime selectie)
- 1955 - Le Fils de Caroline chérie (Jean Devaivre)
- 1955 - Chantage (Guy Lefranc)
- 1955 - Razzia sur la chnouf (Henri Decoin)
- 1955 - Gas-oil (Gilles Grangier)
- 1956 - La Meilleure Part (Yves Allégret)
- 1956 - La Bande à papa (Guy Lefranc)
- 1956 - Le Pays d'où je viens (Marcel Carné)
- 1956 - Le Salaire du péché (Denys de La Patellière)
- 1957 - Reproduction interdite (Gilles Grangier)
- 1957 - Le rouge est mis (Gilles Grangier)
- 1958 - Le Sicilien (Pierre Chevalier)
- 1959 - Asphalte (Hervé Bromberger)
- 1960 - Le Caïd (Bernard Borderie)
- 1961 - Kuifje en het geheim van het Gulden Vlies (Jean-Jacques Vierne)
- 1963 - Maigret voit rouge (Gilles Grangier)
- 1963 - Le Jour et l'Heure (René Clément)
- 1965 - Le Ciel sur la tête (Allarme dal cielo) (Yves Ciampi)
- 1965 - Compartiment tueurs (Costa-Gavras)
- 1966 - Du rififi à Paname (Denys de La Patellière)
- 1966 - Le Deuxième Souffle (Jean-Pierre Melville)
- 1968 - Béru et ces dames (Guy Lefranc)
- 1969 - L'Américain (Marcel Bozzuffi)
- 1969 - Un homme qui me plaît (Claude Lelouch)
- 1969 - La Vie, l'Amour, la Mort (Claude Lelouch)
- 1969 - Z (Costa-Gavras)
- 1970 - Le Temps des loups (Sergio Gobbi)
- 1970 - Vertige pour un tueur (Jean-Pierre Desagnat)
- 1970 - The Lady in the car with glasses and a gun (Anatole Litvak)
- 1971 - Lucky Luke (René Goscinny en Morris)
- 1971 - Comptes à rebours (Roger Pigaut)
- 1971 - The French Connection (William Friedkin)
- 1972 - Torino Nera (La Vengeance du Sicilien) (Carlo Lizzani)
- 1972 - Trois milliards sans ascenseur (Roger Pigaut)
- 1972 - Images (Robert Altman)
- 1973 - Le Fils (Pierre Granier-Deferre)
- 1973 - Les Hommes (Daniel Vigne)
- 1973 - Chino (John Sturges)
- 1974 - The Marseille Contract (Robert Parrish)
- 1974 - Fatti di gente per bene (Mauro Bolognini)
- 1975 - Vai gorilla (Tonino Valerii)
- 1975 - Le Gitan (José Giovanni)
- 1976 - Quelli della calibro 38 (Massimo Dallamano)
- 1976 - Cadaveri eccellenti (Francesco Rosi)
- 1977 - Le Juge Fayard dit Le Shériff (Yves Boisset)
- 1977 - Roma, l'altra faccia della violenza (Franco Martinelli)
- 1977 - March or Die (Dick Richards)
- 1977 - La polizia è sconfitta (Domenico Paolella)
- 1979 - The Passage (Jack Lee Thompson)
- 1979 - Bloodline (Terence Young)
- 1980 - Luca il contrabbandiere (La Guerre des gangs) (Lucio Fulci)
- 1980 - La Cage aux folles 2 (Edouard Molinaro)
- 1982 - Identificazione di una donna (Michelangelo Antonioni)
- 1983 - Le Cercle des passions (Claude d'Anna)
- 1984 - L'Arbalète (Sergio Gobbi)
- 1987 - L'Ogre (Simon Edelstein)

## Publicatie
- Marcel Bozzuffi: Forfana, Récits (verhalenbundel), Alinea, collection Littera Francai, Aix-en-Provence, 1989 (postuum) (voorwoord door Françoise Fabian)

- Biblioteca Nacional de España: XX1552577
- Bibliothèque nationale de France: cb121386584 (data)
- Gemeinsame Normdatei: 140843620
- International Standard Name Identifier: 0000 0001 1580 0551
- Library of Congress Control Number: nr91039241
- Nationale Bibliotheek van Tsjechië: xx0161437
- Nationale Bibliotheek van Israël: 987007439452405171
- Système universitaire de documentation: 086019368
- Virtual International Authority File: 107822718
- WorldCat: E39PBJwtpHtt4jHFgC9q3cDTHC